# Raimundo Sandoval
Raimundo Sandoval (Santiago del Estero, Argentina) fue un futbolista argentino que se destacó como centrocampista. Fue internacional con la Selección Argentina de fútbol.

## Historia
Fue un futbolista completo, que por méritos propios conquistó el derecho de integrar la Selección Argentina de Fútbol que disputaría en Montevideo la Copa América 1942, representación argentina que llegó a jugar la final contra la selección local perdiendo por la mínima diferencia (1-0). Concurrió a ese Sudamericano como centro delantero titular, habiendo sido su suplente Adolfo Pedernera.
De 1939 hasta 1942 jugó para Tigre, en donde se ganó el corazón de los hinchas tigrenses y compartió equipo con grandísimos jugadores. También jugó en Platense. Solía incorporarse al juego por la banda, era tal su desborde por la línea que algunos lo apodaban "el Penko". Su intensidad causaba discordia en los rivales. Incluso Chacota Lescano (afamado director técnico del Club Atlético Atlanta) ha llegado a declarar que vendería su termotanque por contar con él, aunque sea por una fecha. Debemos tener en cuenta que en esa época, poseer un termotanque no era nada común. Su recorrido en el fútbol argentino generó adeptos y antagonistas, opositores a su juego físico y moderno. Esto nunca logró amedrentar a Raimundo, quien era conocido por su temple y siempre poner la otra mejilla. Tras una trifulca liderada por el capitán de River Plate, Adolfo Pedernera, en un encuentro por el campeonato, Sandoval le llamó la atención a la leyenda riverplatense e impregnó en los anales de la historia una de las frases más icónicas de nuestro deporte: El penko exclamó, "pon atención, Adolfo, no tienes enemigos, nadie tiene enemigos".

## Selección Argentina
Fue internacional con la Selección Argentina de fútbol, disputando la Copa América 1942. Finalizó subcampeón detrás de Uruguay.

### Participaciones en Copa América
| Competición       | Selección | Sede    | Resultado  |
| ----------------- | --------- | ------- | ---------- |
| Copa América 1942 | Argentina | Uruguay | Subcampeón |